# 武庭麟
武庭麟（1892年—1952年）中华民国军事人物，中将，河南伊川人。陕西陆军模范学校、河南将校讲习所、中央军校高教班、陆军大学将官班甲级毕业。1925年加入陕西陆军第2师，1927年加入国民革命军第2集团军参加北伐，抗战时参加忻口会战，1939年10月任第15军军长，曾参加豫中会战、豫西鄂北会战，1946年6月任整编第15师师长，1947年11月4日在河南郏县被俘。1952年在河南洛阳被处决。